# Котроманович, Анте
Анте Котроманович  (хорв. Ante Kotromanović; 8 мая 1968, Сплитско-Далматинская жупания, СР Хорватия) — хорватский политик, военный, бывший министр обороны Республики Хорватии с 23 декабря 2011 года по 22 января 2016 года.

## Биография
Котроманович родился в селе Потравле, недалеко от Синя. Окончил Командно-штабную академию им. Благо Задро и военный колледж им. Иосифа Елачича.
В 1990 году стал бойцом сил спецназначения хорватской полиции. Годом позже, стал командиром роты спецназначения при Генеральном штабе хорватской армии. В 1992 году назначается командиром батальона учебного центра в Сине. С 1993 по 1996 год был командиром 126-й Синьской бригады и Оперативной зоны Синь. С 1996 года по 19 октября 1999 года командовал 4-й гвардейской бригадой. После этого учился в Военном колледже им. Иосифа Елачича, а в 2001 году получил назначение командующего военного округа Дубровник. В 2002 году уволился из армии в запас.
С 11 января 2008 до 22 декабря 2011 года был депутатом парламента Хорватии от Социал-демократической партии по IX избирательному округу Хорватии, после чего при премьерстве Зорана Милановича стал министром обороны.

## Награды
|           | Орден князя Домагоя                     |
|           | Орден Николы Шубича Зринского           |
|           | Орден бана Елачича                      |
|           | Медаль за исключительные заслуги        |
|           | Медаль в память об Отечественной войне  |
|           | Памятная медаль благодарности родины    |
|           | Медаль за участие в операции «Лето '95» |
|           | Медаль за участие в операции «Буря»     |
|           | Медаль Крест сил спецназначения         |
| Источник: |                                         |